# Botruanthus benedeni
Espèce
Botruanthus benedeni est une espèce de cnidaires de la famille des Botrucnidiferidae.

## Systématique
Le nom valide complet (avec auteur) de ce taxon est Botruanthus benedeni (Torrey & Kleeberger, 1909).
L'espèce a été initialement classée dans le genre Cerianthus sous le protonyme Cerianthus benedeni Torrey & Kleeberger, 1909,.
Botruanthus benedeni a pour synonyme :
- Cerianthus benedeni Torrey & Kleeberger, 1909

## Étymologie
Son épithète spécifique, benedeni, lui a été donnée en l'honneur de Édouard Van Beneden (1846-1910), biologiste marin, embryologiste et zoologiste belge.

## Publication originale
- (en) H. B. Torrey et F. L. Kleeberger, « Three species of Cerianthus from southern California », University of California Publications in Zoology, vol. 6, no 5,‎ 4 décembre 1909, p. 115-125 (ISSN 0068-6506 et 1559-3215, lire en ligne).